# Petrell de Beck
El petrell de Beck (Pseudobulweria becki) és un ocell marí de la família dels procel·làrids (Procellariidae), d'hàbits pelàgics, que habita la zona tropical i subtropical del Pacífic occidental. Poques vegades observat, els darrers albiraments se n'han produït a Nova Irlanda i les Salomó.